# Microcreagrina subterranea
Espèce
Microcreagrina subterranea est une espèce de pseudoscorpions de la famille des Syarinidae.

## Distribution
Cette espèce est endémique des îles Canaries en Espagne. Elle se rencontre sur Tenerife et La Gomera.

## Publication originale
- Mahnert, 1993 : Pseudoskorpione (Arachnida: Pseudoscorpiones) von Inseln des Mittelmeers und des Atlantiks (Balearen, Kanarische Inseln, Madeira, Ascension), mit vorwiegend subterraner Lebensweise. Revue Suisse de Zoologie, vol. 100, no 4, p. 971-992 (texte intégral).